# Two Guys and a Girl
Two Guys and a Girl (originalmente titulado Two Guys, a Girl and a Pizza Place) conocido en España como Tres Para Todo, es un sitcom estadounidense creado por Kenny Schwartz y Danny Jacobson. 
Originalmente retransmitido en ABC desde el 10 de marzo de 1998, al 16 de mayo del 2001. Con un total de ochenta y un episodios divididos en cuatro exitosas temporadas.

## Reparto y caracteres

### Reparto principal
- Ryan Reynolds es Michael Eugene Leslie "Berg" Bergen (1998–2001)
- Richard Ruccolo es Peter Dunville (1998–2001)
- Traylor Howard es Sharon Carter-Donnelly (1998–2001)
- Nathan Fillion es Johnny Donnelly (1999–2001)
- Suzanne Cryer es Ashley Walker (1999–2001)
- Jillian Bach es Irene (1999–2001)
- Jennifer Westfeldt es Melissa (1998)
- David Ogden Stiers es Señor Bauer (1998)